# Transportes Aéreos Nacional
Transportes Aéreos Nacional foi uma companhia aérea brasileira fundada em 1946. Ela foi incorporada à Varig em 1961, quando comprou a Varig Consórcio Real-Aerovias-Nacional, dos quais Transportes Aéreos Nacional foi um dos parceiros.

## Historia
A Transportes Aéreos Nacional foi fundada em 1946 por Hilton Machado, ex-piloto de Serviços Aéreos Cruzeiro do Sul e Manuel José Antunes, antigo co-piloto da Aerovias Brasil e outros dois acionistas. Ela foi autorizada a funcionar em 26 de Fevereiro de 1947, e os primeiros voos regulares decolaram em 1948, a partir de Belo Horizonte, a sede da companhia aérea, ao Rio de Janeiro, Salvador e Cuiabá usando seus dois primeiros  Douglas DC-3 / C-47. Após dois anos de atividades, São Paulo foi incluída na rede e a frota aumentou para 6 Douglas C-47.
Entre 1949 e 1955  a Nacional sucessivamente comprou e incorporou as companhias aéreas menores Viabras, OMTA, Central Aérea, VASD e Itaú. Todas as companhias aéreas foram operadas sob a forma de umconsórcio, que tomou o nome de  'Consórcio de Transportes Aéreos' . Este consórcio foi organizado como uma empresa de responsabilidade limitada em 20 de novembro de 1953 mantendo o nome do Nacional.
Estas aquisições aumentaram consideravelmente o número de cidades atendidas para 74 em 1954 e as suas frequências, utilizando 28 aeronaves. Ela também tinha um serviço internacional para Assunção. No entanto, sendo a frota com base em  Douglas DC-3 / C-47 e Curtiss C-46 Commando, a Nacional era incapaz de voar em trechos mais longos sem paradas.
Em 2 de agosto de 1956, Linneu Gomes, o proprietário da Real Transportes Aéreos adquiriu 85% das ações da Transportes Aéreos Nacionais e acrescentou a companhia aérea para um consórcio formado pela Real Transportes Aéreos e Aerovias Brasil. O consórcio tomou o nome de  'Consórcio Real-Aerovias-Nacional' . O poderoso grupo foi capaz de, em seguida, voar para todo o território nacional e alguns destinos internacionais. Apesar de manter identidades independentes legais, porque elas eram controladas pela mesma pessoa, Linneu Gomes, as três companhias aéreas operaram conjuntamente e na prática era a Real que controlava o consórcio. No seu tempo, o Consórcio dominou o tráfego de passageiros no triângulo São Paulo—Rio de Janeiro—Belo Horizonte, centro econômico  do país.
Em 1961 as três companhias aéreas do consórcio Real-Aerovias-Nacional foram compradas e fundidas na Varig.

## Frota
| Aeronave              | Total | Anos de operação |
| --------------------- | ----- | ---------------- |
| Douglas DC-3/C-47     | 31    | 1947–1961        |
| Curtiss C-46 Commando | 10    | 1956–1961        |
| Convair 440           | 5     | 1957–1961        |

## Acidentes e incidentes
Acidentes envolvendo mortes
- 12 de agosto de 1952: O Douglas DC-3/C-47A-80-DL com o registro PP-ANH pertencente a Viabras em rota de Rio Verde para Goiânia    o  Douglas DC-3 explodiu no local em Palmeiras de Goiás Goiás. Todos os 24 passageiros e tripulantes morreram.[3][4]
- 31 de maio de 1954: O Douglas DC-3/C-47A-80-DL Registro PP-ANO em rota de Governador Valadares para Belo Horizonte-Pampulha desviou-se do curso e atingiu Montanha do Cipó em condições de nebulosidade. Todos os 19 passageiros e tripulantes morreram.[5][6]
- 10 de abril de 1957: O Douglas DC-3/C-47 registo PP-ANX operado pela Real Transportes Aéreos em rota de Rio de Janeiro-Santos Dumont para São Paulo-Congonhas caiu em uma montanha sobre a localização do Ubatuba. 2 motor pegou fogo, o que obrigou a tripulação a fazer uma descida de emergência para Ubatuba. Devido à chuva, a tripulação notou Pico do Papagaio em Ilha Anchieta tarde demais. A aeronave parou durante a manobra evasiva e se chocou contra a montanha. Dos 30 passageiros e tripulantes a bordo, 27 morreram.[7][8]
- 18 de setembro de 1957: O Convair 440-62 registo PP-AQE operado pela Real Transportes Aéreos, voando de São Paulo para Porto Alegre para Montevideo a Buenos Aires teve um acidente durante o toque para baixo operações em Montevidéu. Enquanto em um procedimento noite pouso sob a névoa, a aeronave undershoot da pista por 1,030m, fazendo com que a engrenagem esquerda e meio para bater um banco de terra às margens de uma rodovia. A ala direita tocou o solo e mais adiante a aeronave perdeu as duas hélices. A direita, em seguida, interrompeu-se. Um membro da tripulação morreu.[9]
- 7 de dezembro de 1960: O Curtiss C-46A-60-CK Commando registo PP-AKF operado pela Real Transportes Aéreos voo 570 operando a partir de Cuiabá para Manaus caiu perto de Serra do Cachimbo . O motor 2 falhou durante o voo. Foi perdendo altitude, o piloto abandonou alguma carga em pleno voo, mas a aeronave continuou a perder altura. Ele caiu e pegou fogo. 15 passageiros e tripulantes morreram.[10][11]